# Mabuya guadeloupae
Mabuya guadeloupae es una especie de escamosos de la familia Scincidae.

## Distribución geográfica
Es endémica de la isla de Basse-Terre (Guadalupe, Francia).

## Estado de conservación
Se encuentra amenazada por la pérdida de su hábitat natural.